# Francisco Astaburuaga
Francisco Solano Astaburuaga y Cienfuegos (Talca, 21 de julio de 1817-Santiago, 13 de junio de 1892) fue un abogado, diputado y senador chileno. Es recordado además por ser escritor en temas geográficos y lingüísticos, siendo su obra más conocida el Diccionario geográfico de la República de Chile. El río Astaburuaga lleva su nombre.

## Primeros años de vida
Hijo de Cayetano Astaburuaga Valdovinos y de Petronila Cienfuegos Silva. Estudió en el colegio del Presbítero Juan de Díaz Romo y en el Instituto Nacional. Cursó Leyes en la Universidad de San Felipe; juró como abogado el 5 de septiembre de 1832. 
Contrajo matrimonio el 10 de junio de 1853 con María del Rosario Vergara Rencoret (hija de Francisco Vergara Sepúlveda y de María del Rosario Rencoret Cienfuegos). Fueron sus hijos Jorge, Ana y Luis Astaburuaga Vergara.

## Carrera administrativa
Se inició en la carrera administrativa en 1842 como oficial de partes del Ministerio del Interior; luego fue oficial de la Legación de Perú (1844-1845); oficial a la Legación de Chile en Estados Unidos (1845-1851); encargado por el Ministerio de Relaciones Exteriores para visitar y estudiar las cárceles en Filadelfia y Auburn en marzo de 1851; intendente de Coquimbo (1852-1855); y vicepresidente de la Comisión Superior del Conservatorio Nacional de Música (1856).
Fue en dos periodos director general de Correos (1855-1860 y 1867-1876). También fue encargado de negocios ante el Gobierno de Costa Rica y con credencial de representante en El Salvador, Guatemala, Honduras y Nicaragua (1857); regidor por Santiago (1858); ministro plenipotenciario, encargado de negocios en Perú (1860); encargado de negocios en los Estados Unidos (1861-1867); también ministro en México (1862).
Miembro de la Facultad de Filosofía y Humanidades de la Universidad de Chile (1874); nombrado en comisión para indicar medidas para el arreglo de contabilidad de los giros postales en Chile (1875); jefe de la Oficina Central de Estadística (1876); secretario general de la Universidad de Chile (1877); enviado extraordinario y ministro plenipotenciario en los Estados Unidos (1879-1881); decano de la Facultad de Humanidades y miembro del Consejo de Instrucción Pública (1887-1888); vocal del Tribunal de Cuentas (1888-1889); decano de Facultad de Derecho de la Universidad de Chile (1888-1890).

## Carrera parlamentaria
Alternó militancia en los partidos Conservador y Liberal. fue elegido diputado por Talca en 1852, por Linares en 1855, y nuevamente por Talca en 1858, siendo miembro en estos períodos de la Comisión permanente de Educación y Beneficencia.
Fue senador por Concepción en 1888 y por Llanquihue en 1891. Después de la guerra civil de 1891, fue conducido ante un tribunal militar como reo político; poco tiempo después falleció.

## Obras
- Diccionario Jeográfico de la República de Chile. Nueva York, 1867; descargable desde el portal Memoria Chilena
- Diccionario Geográfico de la República de Chile. 2° edición corregida y aumentada. Santiago, 1899. Obra póstuma; descargable desde el portal Biblioteca Nacional Digital
- El abate Molina. Santiago, 1843. descargable desde el portal Memoria Chilena
- Instituto de Talca. Santiago, 1844. descargable desde el portal Memoria Chilena
- Idea de la Lingüística o Ciencia del lenguaje. Santiago, 1874. descargable desde el portal Memoria Chilena Archivado